# Визит Лессинга и Лафатера к Мозесу Мендельсону
Визит Лессинга и Лафатера к Мозесу Мендельсону (нем. Lavater und Lessing bei Moses Mendelssohn, 1856 год) — картина Морица Даниэля Оппенгейма (нем. Moritz Daniel Oppenheim, 1800—1882, подписана в нижней части картины «M[oritz] Oppenheim f[ecit] 1856»). Изображает воображаемую встречу между философом и богословом Мозесом Мендельсоном (1729—1786), драматургом и литературным критиком Готхольдом Эфраимом Лессингом (1729—1781) и богословом, основателем криминальной антропологии и поэтом Иоганном Каспером Лафатером (1741—1801). Находится в собрании Magnes Collection of Jewish Art and Life (Беркли, США).

## История картины
Предполагают, что замысел картины возник у художника ещё во время поездки в Италию в 1820—1825 годах. Во время этого путешествия он познакомился с внуками Мозеса Мендельсона, известного еврейского философа-просветителя: членом общины художников-«назарейцев», будущим директором франкфуртского Института искусств Филиппом Фейтом и женой берлинского художника Вильгельма Гензеля, Фанни (урождённая Мендельсон-Бартольди). Оппенгейм заинтересовался биографией и взглядами самого Мозеса Мендельсона. Реализовать замысел художнику удалось только спустя 30 лет.

## История сюжета

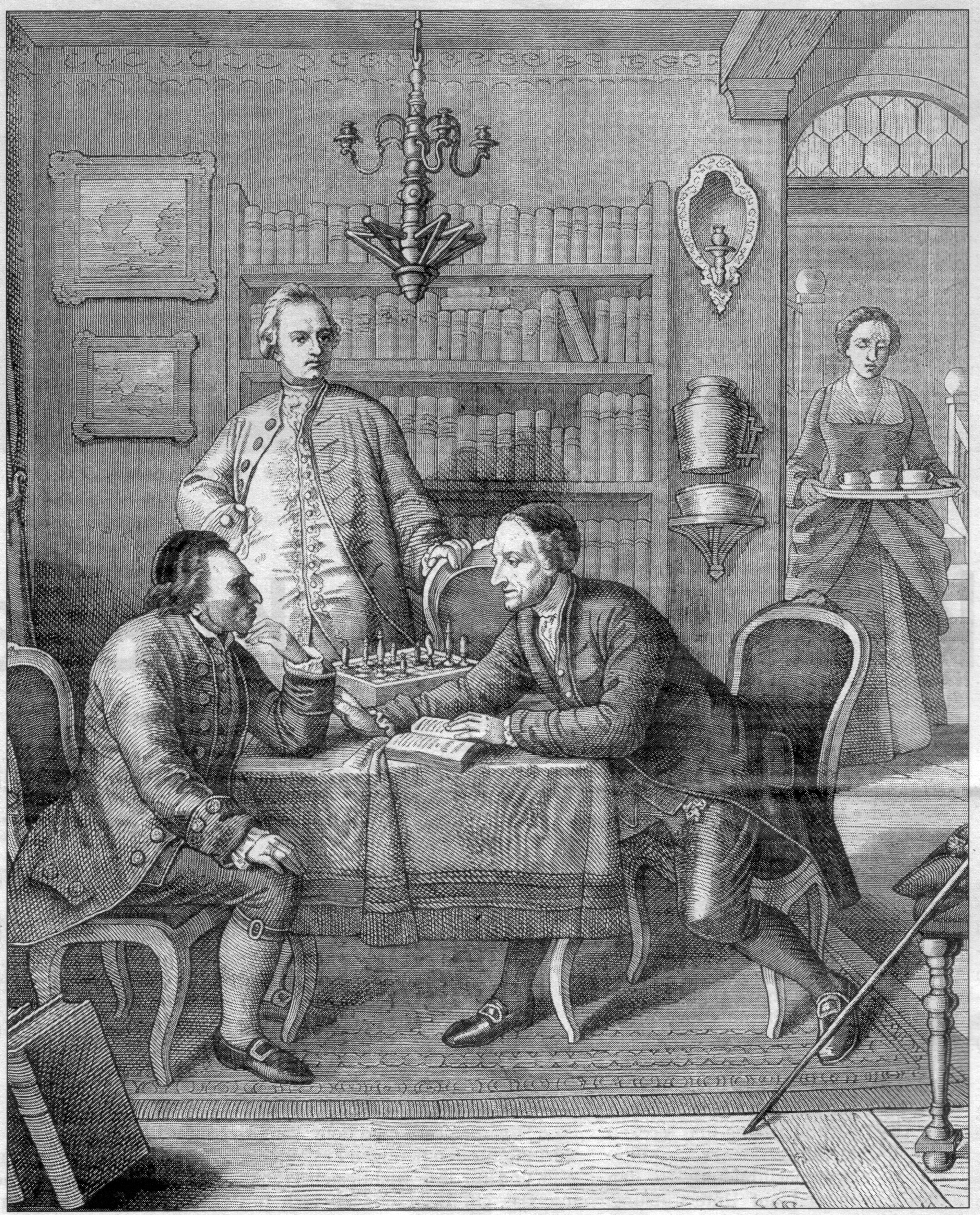
Визит Лессинга и Лафатера к Мозесу Мендельсону, гравюра, 1856.

Картина относится к двум основополагающим моментам в истории немецко-еврейских культурных контактов XIX века.
Лессинг и Мендельсон были горячими сторонниками идеалов Просвещения. Первая встреча между ними состоялась в 1754 году, когда Лессинг уже был известным журналистом и критиком. Первоначально их встречи были основаны на общем увлечении шахматами, затем возникло и творческое сотрудничество. Тем не менее их разделяли некоторые противоречия. В отличие от Лессинга, полагавшего, что евреи должны ассимилироваться, Мендельсон считал, что возможно участие еврея в европейской культуре без утраты национально-религиозной индивидуальности. Многолетняя дружба и общая увлечённость шахматами повлияли на пьесу Лессинга «Натан Мудрый», включая даже такую деталь, как увлечение главного героя пьесы шахматами.
В 1769 году пастор Лафатер в открытом письме предложил Мендельсону опровергнуть догматы христианства, а если он не сможет это сделать, то принять христианство, Мендельсон направил Лафатеру письма, в которых он, не отказываясь от иудаизма, обошёл острые углы проблемы. Полемика Мендельсона с Лафатером вызвала живой интерес современников и сочувствие общественности к Мендельсону, под давлением которой Лафатер был вынужден принести Мендельсону публичное извинение. Лессинг занял демонстративно нейтральную позицию в споре.

## Изображение
На самом деле Лессинг, Лафатер и Мендельсон втроем никогда не сходились за общим столом. В апреле 1763 года Лафатер единственный раз прибыл из Цюриха в Берлин, чтобы посетить Мендельсона. Лессинг не присутствовал на этой встрече.
Действие происходит в доме Мендельсона, находившемся по адресу Spandauerstraße 68, Старый Берлин (здание не сохранилось). Мендельсон изображён в своей библиотеке слева за столом, на котором находится недоигранная шахматная партия, напротив него сидит Лафатер. Лессинг стоит в центре позади стола.
Среди визуальных элементов и аллегорий картины выделяются:
- Изображение Мендельсона, возможно, вдохновлено силуэтом, включенным в качестве иллюстрации Лафатером в книгу «Physiognomische Fragmente» (1775−78)[8].
- Шахматная доска с расставленными на ней фигурами (белыми и красными!), скорее всего, — визуальная цитата из драмы Лессинга «Натан Мудрый» (1779)[9].
- Открытая книга — немецкий перевод Лафатером книги «La palingénésie philosophique», созданной Charles Bonnet (1769)[10].
- Лампа, свисающая с потолка, сочетает в себе европейскую люстру (верхняя часть) с ритуальной керосиновой лампой для субботы и праздников (в нижней своей части).
- Над дверью, в которую входит женщина, находится надпись на иврите: «ברוך אתה בבואך וברוך אתה בצאתך» — «Благословен ты при входе твоем и благословен ты при выходе твоём» (Втор. 28:6); сохранился этюд к картине, изображающий служанку, заходящую в комнату под этой надписью[11].
- На задней стенке слева висит табличка (с надписью «מזרח», еврейское слово для обозначения «Востока»), указывающая направление во время молитвы в соответствии с еврейским ритуалом.
- На голове Мендельсона присутствует кипа (современные ему иконографические источники не изображают Мендельсона, носящим какую бы то ни было форму головного убора).
- Безымянные книги на полках на заднем плане напоминают внешним видом талмудические трактаты.
- Шляпа и трость на стуле в левой части картины обычно трактуются как символ бесполезности попытки Лафатера переубедить Мендельсона.

## Интересные факты
- На этот же сюжет создана картина Louis Katzenstein (1824—1907) «Lessing und Lavater bei Moses Mendelssohn» (1860, холст, масло, современное местонахождение неизвестно[12]), но на этой картине отсутствуют шахматы, а три персонажа оживлённо дискутируют вместо холодной отстранённости, характерной для картины Оппенгейма.